# BBC Radio 1967–1971
BBC Radio 1967 – 1971 – składankowy podwójny album grupy Soft Machine nagrany w latach 1967–1971 dla Radia BBC i wydany w 2003 r.

## Historia i charakter albumu
Ten podwójny album został ułożony przy współpracy w Robertem Wyattem.
Układ utworów jest chonologiczny, poza ostatnim utworem ze strony II, który został nagrany w tym samym czasie i miejscu, co utwór 8 ze strony I. Pozwala to prześledzić rozwój grupy od zespołu rockowego, poprzez zespół psychodelicznego rocka i progresywnego rocka aż do jazzrocka.
Reprezentowane są także główne składy zespołu od rockowego tria Kevin Ayers, Mike Ratledge, Robert Wyatt do krótkotrwałego septetu jazzrockowego: Mike Ratledge, Hugh Hopper, Robert Wyatt, Elton Dean, Mark Charig, Lyn Dobson i Nick Evans.
Kompozycje: "Moon in June", "Slightly All the Time/Out-Bloody-Rageous/Eamonn Andrews", "Virtually", "Fletcher's Blemish", "Neo-Caliban Grides", "Dedicated to You But You Weren't Listening", "Mousetrap/Noisette/Backwards/Mousetrap Reprise", "Estsher's Nose Job" i "Facelift/Mousetrap/Noisette/Backwards/Mousetrap Reprise" były już uprzednio wydane na albumie Peel Sessions w 1990 r. Jednak w przeciwieństwie do wydania Peela, wszystkie te utwory są przedstawione w całości i niezmontowane. Poprawiono także zdecydowanie jakość dźwięku.

## Muzycy
- Kevin Ayers (I 1–5) – wokal, gitara, gitara basowa
- Mike Ratledge (wszystkie oprócz II 4) – organy, elektryczne pianino
- Robert Wyatt – wokal, perkusja; pianino/wokal w II 4
- Brian Hopper (I 6) – saksofon sopranowy, saksofon tenorowy
- Hugh Hopper (I 6–9, II 1–3, 5, 6)) – gitara basowa
- Elton Dean (I 9, II 1–3, 5, 6) – saksofon altowy, saxello
- Mark Charig (II 6) – trąbka, kornet
- Lyn Dobson (II 6) – saksofon tenorowy, saksofon sopranowy
- Nick Evans (II 6) – puzon

## Spis utworów
| 1. | Clarence in Wonderland (Ayers)                                                                             | 2:57    |
|    | |         |
| 2. | We Know What You Mean (Ayers)                                                                              | 3:11    |
|    | |         |
| 3. | Certain Kind (H. Hopper)                                                                                   | 3:38    |
|    | |         |
| 4. | Hope for Happiness (B. Hopper)                                                                             | 4:37    |
|    | |         |
| 5. | Strangest Scene (znany także jako Lullaby Letter) (Ayers)                                                  | 4:55    |
|    | |         |
| 6. | Facelift/Mousetrap/Noisette/Backwards/Mousetrap Reprise (H. Hopper/H. Hopper/H. Hopper/Ratledge/H. Hopper) | 11:54   |
|    | |         |
| 7. | Moon in June (Wyatt)                                                                                       | 13:02   |
|    | |         |
| 8. | Instant Pussy (Wyatt)                                                                                      | 3:19    |
|    | |         |
| 9. | Slightly All the Time/Out-Bloody-Rageous/Eamonn Andrews (Ratledge/Ratledge/Ratledge)                       | 19:12   |
|    | |         |
|    | | 1:06:45 |
|    | |         |
Dysk drugi
| 1. | Virtually (H. Hopper)                                                                                              | 9:58    |
|    | |         |
| 2. | Fletcher's Blemish (Dean)                                                                                          | 12:11   |
|    | |         |
| 3. | Neo-Caliban Grides (Dean)                                                                                          | 7:34    |
|    | |         |
| 4. | Dedicated to You But You Weren't Listening (H. Hopper)                                                             | 2:46    |
|    | |         |
| 5. | Eamonn Andrews/All White (Ratledge/Ratledge)                                                                       | 7:11    |
|    | |         |
| 6. | Mousetrap/Noisette/Backwards/Mousetrap Reprise/Esther's Nose Job (H. Hopper/H. Hopper/Ratledge/H. Hopper/Ratledge) | 21:11   |
|    | |         |
|    | | 1:00:51 |
|    | |         |

## Opis płyty
- Producent – Bernie Andrews (I 1–5); John Walters (I 6–9, II 1–6))
- Inżynierzy – Dave Tate (I 1–5); Tony Wilson (I 6–9, II 6); Bob Conduct (II 3–5)
- Data nagrania – 5 grudnia 1967 (I 1–5); 10 czerwca 1969 (I 6, 7); 10 listopada 1969 (I 8, II6); 4 maja 1970 (I 9); 15 grudnia 1970 (II 1, 2); 1 czerwca 1971 (II 3-5);
- Miejsce/studio – Aeolian Hall, Studio 2 (I 1–5); Maida Vale, Studio 4 (I 6, 7, II 1–5); "The Playhouse Theatre", Hulme, Manchester (I 8, 9,II 6)[3];
- Remastering
  - Michael King w studiu Sounds Good w Kanadzie (I 1–5)
  - Russel Pay w CD Clinic
- Wybór nagrań i koordynacja wydania – Jo Murphy dla Hux Records Ltd.
- Fotografie
  - Mark Ellidge (okładka, wkładka pod dyskami, zdjęcia Roberta Wyatta)
  - Jean-Pierre Leloir (zdjęcie Hugh Hoppera)
- Projekt graficzny CD – 9thplanet, Londyn
- Czas nagrania – CD 1 64:84; CD 2 59:74. Razem 124:58
- Firma nagraniowa – Hux Records WB
- Numer katalogowy: WB CD – HUX 037
- Data wydania – 31 marca 2003